# 脱獄者の報酬
『脱獄者の報酬』（だつごくしゃのほうしゅう、You Can't Get Away with Murder）は、1939年のアメリカ合衆国の映画。監督はルイス・セイラー。主演はハンフリー・ボガートとゲイル・ペイジ。ルイス・Ｅ・ロウスによる戯曲『Chalked Out』を原作としている。
日本では劇場未公開だが、テレビ放送が行われている。

## キャスト
※括弧内は日本語吹替（テレビ版・初回放送1971年3月27日『土曜映画劇場』）
- フランク・ウィルソン: ハンフリー・ボガート（久米明）
- マッジ・ストーン: ゲイル・ペイジ（杉田郁子）
- ジョニー・ストーン: ビリー・ハロップ（西川幾雄）
- キャリー弁護士: ジョン・リテル
- ポップ: ヘンリー・トラヴァース
- フレッド・バーク: ハーヴィー・スティーヴンス
- トム: ハロルド・フーバー

## スタッフ
- 監督: ルイス・セイラー（英語版）
- 製作: ジャック・L・ワーナー、ハル・B・ウォリス、サミュエル・ビショフ（英語版）
- 原作: ルイス・Ｅ・ロウス（英語版）
- 脚本: ロバート・バックナー（英語版）、ドン・ライアン（英語版）、ケネス・ガメット
- 撮影: ソル・ポリト（英語版）
- 編集: ジェームズ・ギボン
- 音楽: ハインツ・ロームヘルド（英語版）